# Cangeroes Utrecht
BC Utrecht Cangeroes is een Nederlandse basketbalvereniging uit Utrecht. 
BC Utrecht Cangeroes bestaat sinds 2017 en komt voort uit twee verenigingen: BC Utrecht en Cangeroes.
In 1964 wordt Utrecht Cangeroes opgericht uit onvrede over de gang van zaken bij de toentertijd grote basketbalvereniging S.V.E. In 1971 verandert Cangeroes haar naam in Ola Stars, als gevolg van een sponsorcontract om vier jaar later weer Cangeroes te worden. In 1977 ontstaat een traditie: het Deukentoernooi, waarbij mannen en vrouwen van alle leeftijdscategorieën met en tegen elkaar spelen. Deze traditie staat nu bekend als het Oliebollenmixtoernooi. Er vindt regelmatig een wisseling van thuishonk plaats. Eerst het centrum, later Hoog Catharijne en daarna in Leidsche Rijn. Uiteindelijk wordt Nieuw Welgelegen de thuisbasis, maar het lukt nooit om daar een echt thuisgevoel te creëren.
BC Utrecht is begonnen in 1969 als schoolbasketbalvereniging van de Openbare Scholengemeenschap (OSG) Hendrik van der Vlist. Met 25 tot 30 teams was OSG eind jaren 80 een tijdje de grootste club van Nederland. Begin jaren 90 ging de OSG op in het inmiddels grotere Prisma College. De naam van de basketbalvereniging veranderde in Prisma College. In 2000 werd  BC Utrecht een algemene vereniging. Er wordt overal in de stad getraind en gespeeld. De laatste jaren in Sporthal Galgenwaard, maar geen enkele sporthal voelt als ‘thuis’.
2015 is het jaar van grote plannen: Cangeroes besluit, samen met Amazone Utrecht Basketball, een pilot van de gemeente aan te gaan om een sporthal in zelfbeheer te nemen. Het wordt Sporthal Lunetten. Vanaf 2016 wordt nog hechter samengewerkt met andere basketbalverenigingen in Utrecht. BC Utrecht gaat ook haar wedstrijdprogramma in Sporthal Lunetten afdraaien. De verhuizing naar een nieuwe hal en een nieuwe wijk gaat gepaard met de start van de Wallabies, kleuterbasketbal op zaterdagochtend voor onze kleinste Utrecht Cangeroes. Daarnaast start de technische commissie van de jeugd met extra training op vrijdagmiddagen. Zo worden de mogelijkheden van een eigen hal gelijk goed benut. In 2017 is BC Utrecht Cangeroes een feit.
Het eerste mannenteam van de club speelt in de tweede divisie, het eerste damesteam in de Women's Basketball League, het hoogste niveau van Nederland. 
In het seizoen 2014/15 bereikte het eerste mannenteam van Cangeroes de vierde plaats in de Promotiedivisie.
In mei 2019 worden de vrouwen van Utrecht Cangeroes Nederlands kampioen in de Promotiedivisie om in september 2019 in de eredivisie basketball te debuteren.